# Parc national du Pinde septentrional
Pour les articles homonymes, voir Pinde (homonymie).
Le parc national du Pinde septentrional (en grec : Εθνικός Δρυμός Βόρειου Πίνδου Ethnikós Drymós Bóreiou Píndou, en aroumain Parculu natsiunal alu Pindulu di Miazānoapte) se trouve dans le Pinde, dans la région montagneuse de l'Épire en Grèce septentrionale. Ce parc national est né en 2005 de la fusion du parc national du Pinde-Valea Caldā (en grec : Εθνικός Δρυμός Πίνδου Βάλεα Κάλντα Ethnikós Drymós Píndou-Valea Calda, en aroumain Parculu natsiunal alu Pindulu-Valea Caldā ; Valea Caldā signifie « vallée chaude » en aroumain) créé en 1966 et du parc national de Vikos-Aoos (en grec : Εθνικός Δρυμός Βίκου–Αώου Ethnikós Drymós Víkou–Aóou) créé en 1973. Il englobe les gorges de l'Aoos et de Vikos (les plus profondes d'Europe). Le parc est reconnu géoparc en 2010 et labellisé par l'Unesco en 2015.

## Faune
La faune sauvage est caractérisée par la présence de grands prédateurs tels l'ours brun Ursus arctos, le loup Canis lupus ou l'aigle royal Aquila chrysaetos. On y rencontre aussi la loutre d'Europe Lutra lutra, le chacal doré Canis aureus (qui trouve ici l'un de ses rares refuges en Grèce et en Europe), le lynx boréal Lynx lynx et le chat sauvage Felis silvestris ainsi que d’autres plus petits carnivores et rongeurs.
La chèvre sauvage Capra aegagrus et le chamois des Balkans Rupicapra rupicapra balcanica vivent sur les versants rocheux escarpés tandis que les chevreuils Capreolus capreolus et les sangliers Sus scrofa cohabitent dans les forêts denses.
La population aviaire est très nombreuse et variée. On y recense toutes les espèces que l’on trouve dans un environnement typique montagnard, avec différentes espèces de rapaces, dont le rare percnoptère d'Égypte, de pic verts ainsi que des oiseaux sylvicoles et de régions alpines.
Dans les deux principales rivières du parc et leurs bassins versants vit une riche biodiversité d’eau douce : crustacés, insectes, poissons, amphibiens, reptiles, oiseaux de rivière…

## Galerie

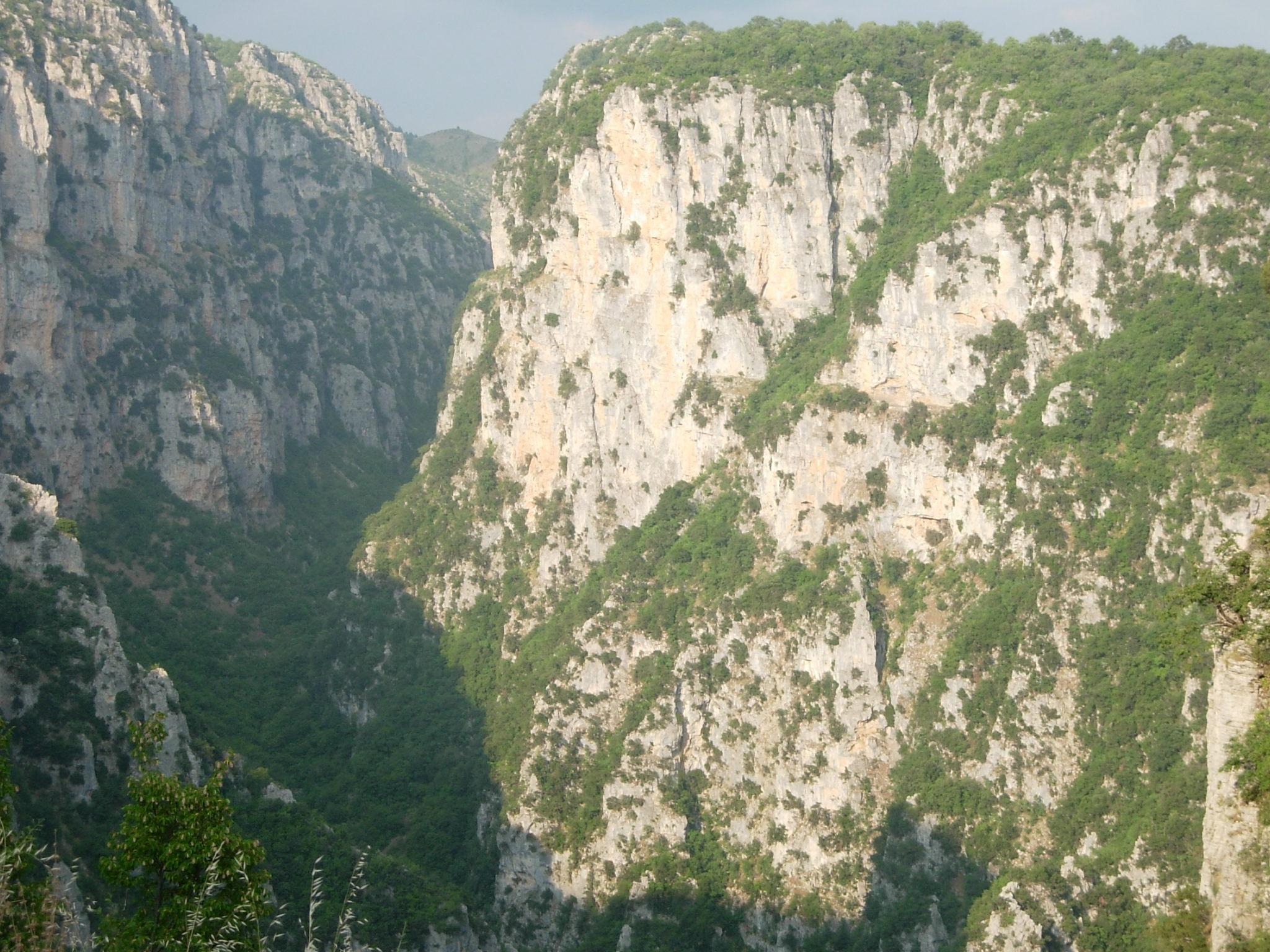
Vues des…
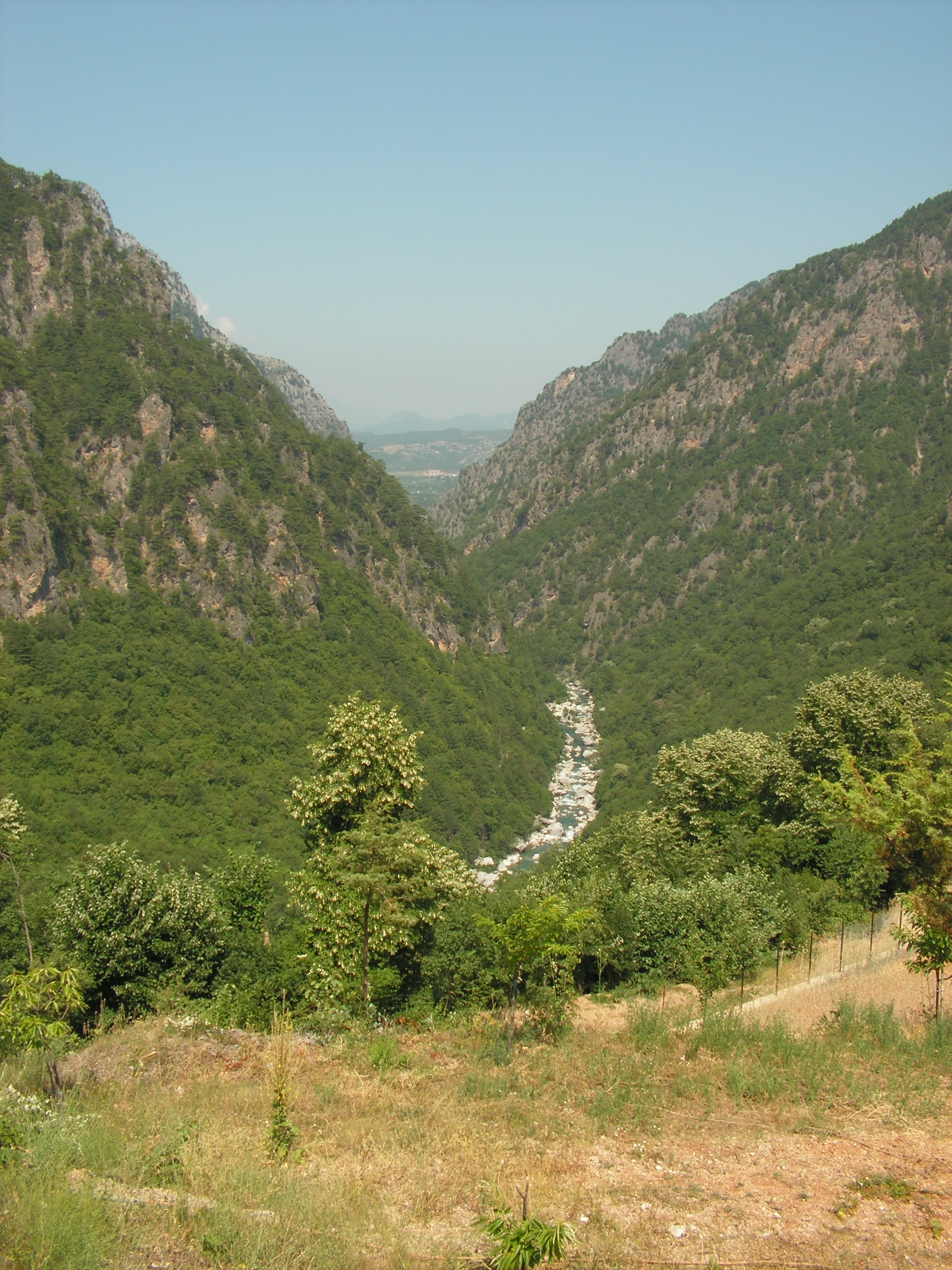
…gorges du…
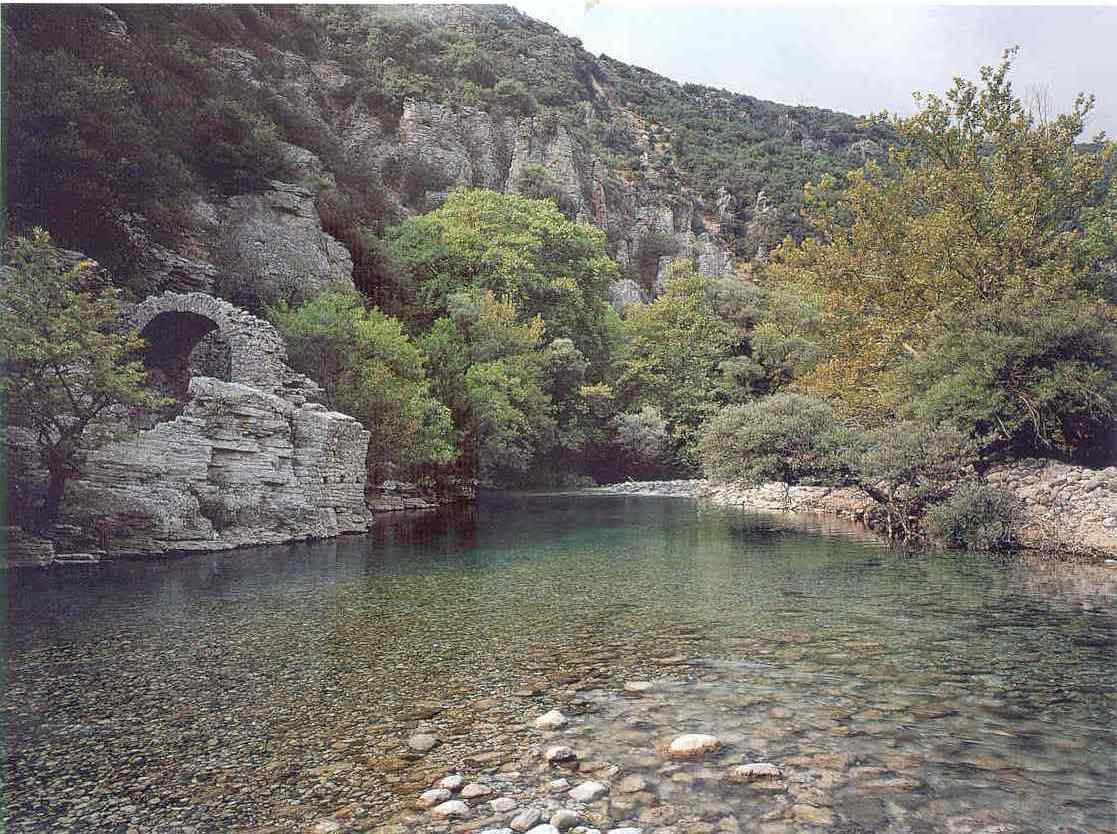
…Vikos.
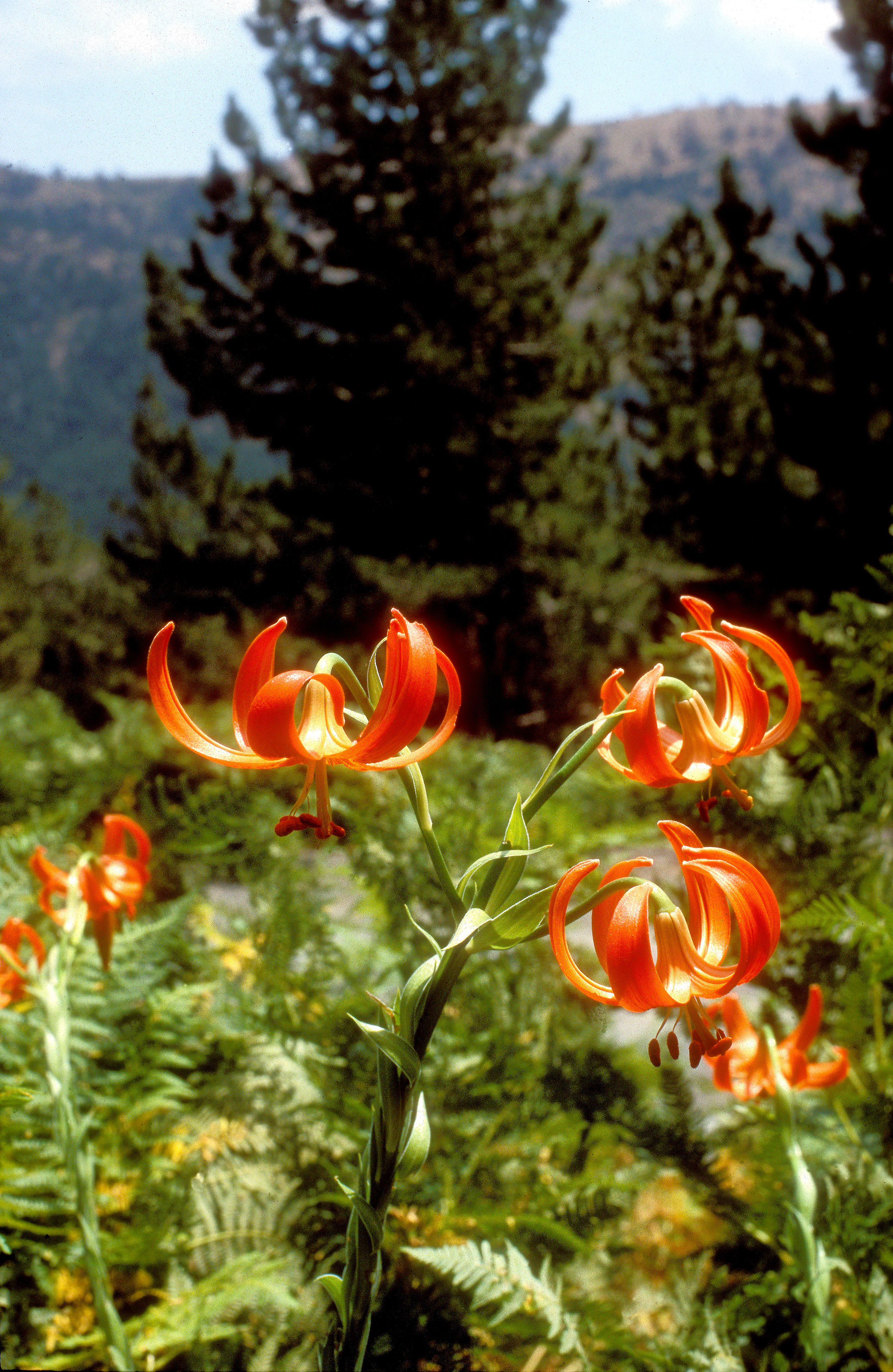
Lys de Chalcédoine dans le Parc.
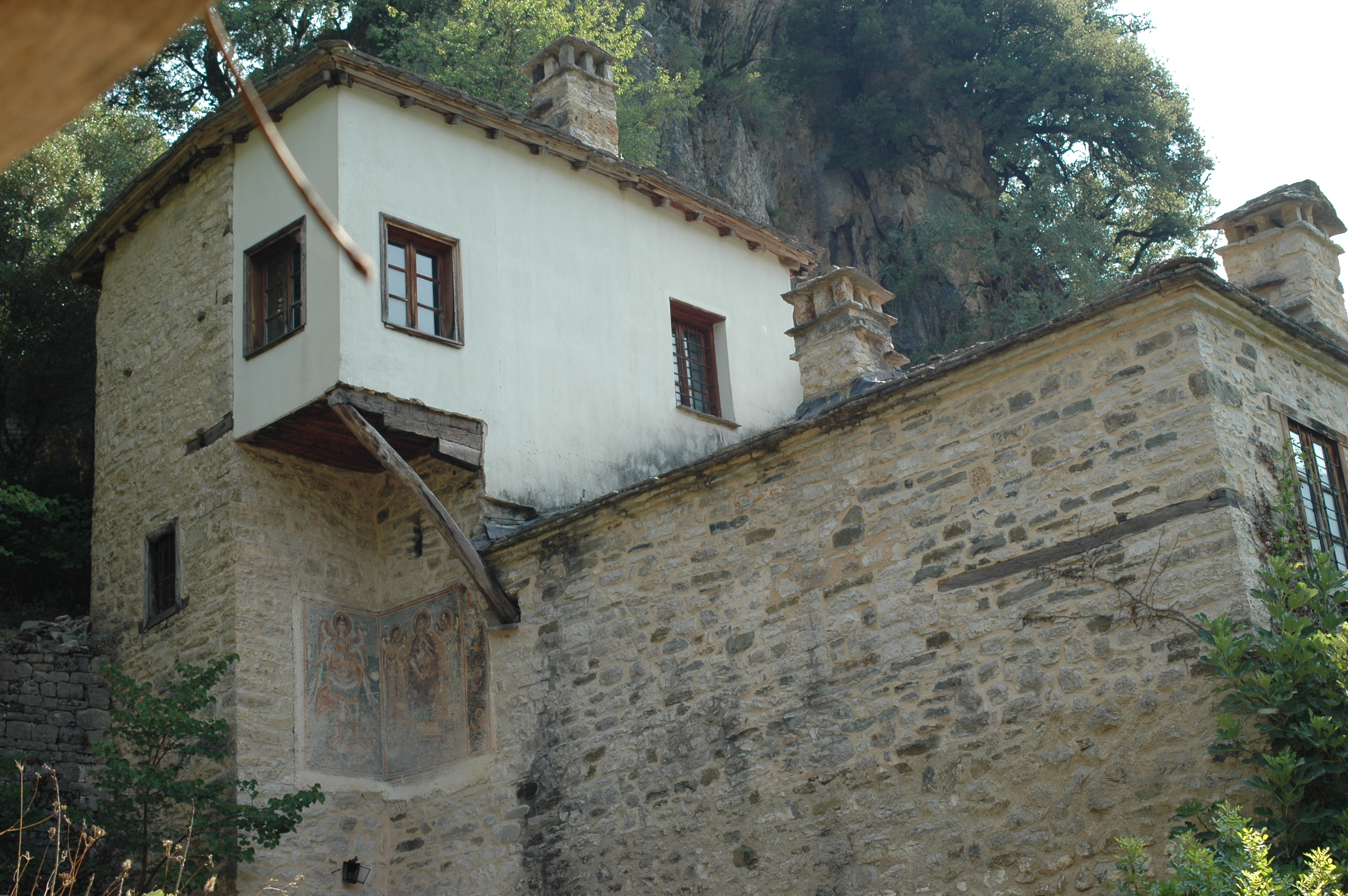
Monastère de la Panagia Spiliotissa.
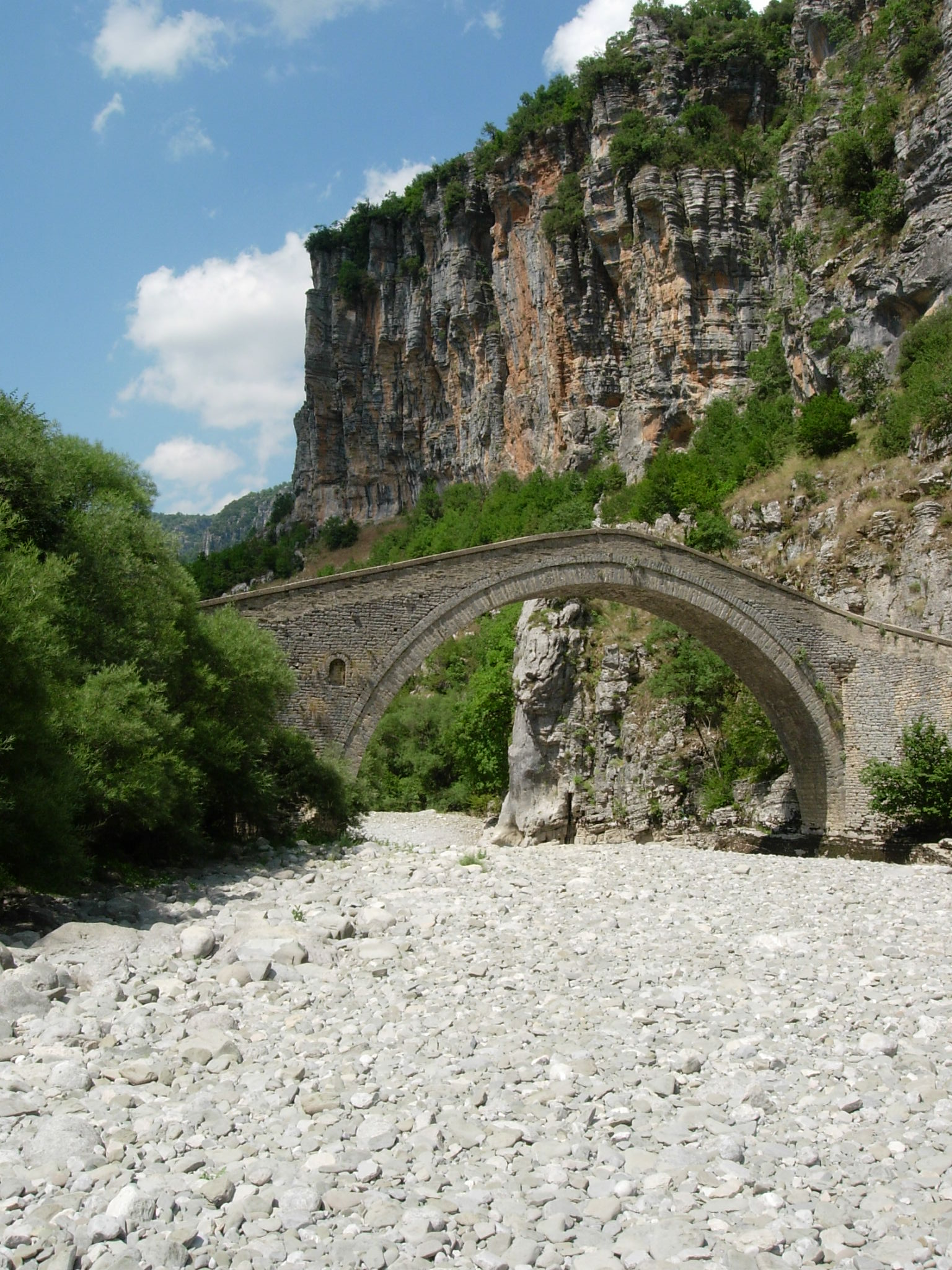
Pont de l'époque de la Grèce ottomane sur le Voïdomátis dans les gorges de Vikos.